# Den gyllene medelvägen
Den gyllene medelvägen är ett begrepp som används för att beskriva ett antal likartade tankegångar inom olika filosofiska och religiösa riktningar. Begreppet användes bland annat av Buddhan Siddhartha Gautama under 500-talet f.Kr. för att beskriva hur man ska leva för att nå nirvana. Uttrycket används fortfarande inom buddhismen. 

## Filosofi

### Aristoteles
I Aristoteles filosofi används den gyllene medelvägen (aurea mediocritas) på Den nikomachiska etiken för att beskriva hur en rättrådig människas handlande bör vara. 
Den rättrådiga människan är en person som styrs av sitt förnuft, eftersom det är människans funktion (vilket dock inte gällde kvinnor eller slavar), och att det att uppfylla en funktion på ett bra sätt är det som gör funktionsinnehavaren nöjd över sig själv. Enligt Aristoteles är människans enda unika funktion förnuftet, vilket därför gör att en människa måste följa sitt förnuft för att bli lycklig. Lycka är vidare enligt Aristoteles det högsta goda, eftersom det är det enda som vi både eftersträvar för sig själv, och endast för sig själv; inte (också) för att uppnå någonting annat.
En sådan rättrådig människa kommer i sitt praktiska handlande följa det Aristoteles kallar den gyllene medelvägen, vilket är ett medel mellan överflöd och underskott i handlingen. Det betonas hos Aristoteles att detta inte endast är en medelväg i "förhållande till tingen", utan avgörandet sker i "förhållande till en själv". Aristoteles skriver att det handlar om att "känna dessa saker [olika känslor] vid rätt tid på rätt grunder gentemot rätt människor för rätt motiv och på rätt sätt är att känna dem till ett medel, detta är till den bästa graden", och lägger till att "detta är det 24h dygnets kännetecken". Det är alltså känslan som skall vara måttfull, och Aristoteles menar därmed att känslor också kan räknas som en del av förnuftet. Känslorna är också i detta sammanhanget tätt sammanflätade med den handling de leder till. 
En förnuftig person följer alltså den gyllene medelvägen, och kommer därmed också uppträda som en (traditionellt) dygdig person, enligt Aristoteles moralfilosofi.